# Neria ephippium
Neria ephippium är en tvåvingeart som först beskrevs av Fabricius 1794.  Neria ephippium ingår i släktet Neria och familjen skridflugor. Arten är reproducerande i Sverige. Inga underarter finns listade i Catalogue of Life.

## Bildgalleri

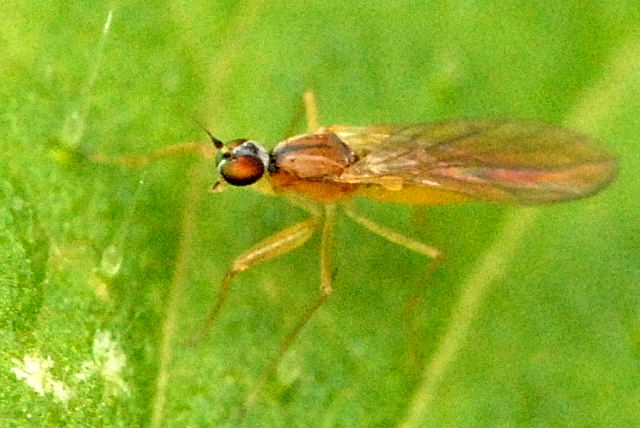